# Regina Beyer
Regina Beyer (* 13. Juni 1947 in Berlin) ist eine deutsche Schauspielerin und Hörspielsprecherin. Ihren Durchbruch hatte sie 1968 als Duchessa von Guastalla in Werner W. Wallroths Hauptmann Florian von der Mühle. Einem breiten Fernsehpublikum wurde sie vor allem als Stewardess Karin Mittelstedt in der Fernsehserie Treffpunkt Flughafen bekannt. Von 1965 bis 1998 spielte Beyer in über 70 Film- und Fernsehproduktionen.

## Leben

### Ausbildung und Anfänge
Regina Beyer, Tochter eines Ingenieurs und einer Sachbearbeiterin, wuchs in Ost-Berlin auf. Nach bestandenem Abitur und einer Filmkopiererausbildung arbeitete sie zunächst als Fotomodell, ehe der Regisseur Rolf Losansky sie 1965 für seinen „Stacheltier“-Kurzfilm Motorradhelden verpflichtete. Obwohl sie nur eine kleine Nebenrolle in dieser Filmproduktion spielen durfte, entschied sich Beyer, Schauspielerin zu werden. Von 1965 bis 1969 absolvierte sie schließlich ihr Schauspielstudium an der Hochschule für Film und Fernsehen Potsdam-Babelsberg und stand bereits während ihres Studiums für verschiedene Film- und Fernsehproduktionen der DEFA und des Deutschen Fernsehfunks (DFF) vor der Kamera, so etwa 1967 in Kurt Maetzigs Das Mädchen auf dem Brett und in Ulrich Theins Die Prüfung, dem zweiten Teil des vierteiligen Episodenfilms Geschichten jener Nacht.

### Karriere in Film und Fernsehen
1968 spielte Beyer in dem Mantel-und-Degen-Film Hauptmann Florian von der Mühle des Filmregisseurs Werner W. Wallroth an der Seite von Manfred Krug und Rolf Herricht die weibliche Hauptrolle der Duchessa von Guastalla, die ihr den Durchbruch als Film- und Fernsehschauspielerin einbrachte und in der DDR landesweit bekannt machte, sodass sie 1969 – nach Beendigung ihres Studiums mit Diplom – festes Mitglied des DEFA-Ensembles wurde, dem sie bis zu seiner Auflösung 1991 angehörte. Ihr Entdecker Rolf Losansky besetzte sie danach im Jahr 1969 in der Liebeskomödie Im Himmel ist doch Jahrmarkt in der Hauptrolle der Fallschirmspringerin Gritta. Im gleichen Jahr spielte sie – wieder unter der Regie von Werner W. Wallroth – als couragierte Sekretärin Angelika Engel in der Filmkomödie Seine Hoheit – Genosse Prinz neben Rolf Ludwig, der sich als ungewollter Filmprinz in sie verliebt. In Heinz Thiels Seefahrtsfilm Hart am Wind verkörperte sie neben ihren späteren Ehemann Frank Obermann die weibliche Hauptrolle der Brigitte Jansen, die Elektrikerin und Brigadeleiterin auf der Volkswerft, die sich für ihren Freund, der erst seine Selbstherrlichkeit ablegen muss, entscheidet. Unter der Regie von János Veiczi war sie 1971 in Anflug Alpha 1, dem Pendant zu Hart am Wind, als junge Studentin Anka Eisenfeld, die Freundin eines nach einem Absturz schwer verletzten Fliegerleutnants, zu sehen. In dem ostdeutsch-sowjetischen Musikfilm Soviel Lieder, soviel Worte spielte sie 1976 neben Dean Reed die Rolle der Renate. Größere Bekanntheit beim Fernsehpublikum brachte ihr 1986 ihre Rolle der Stewardess Karin Mittelstedt in der Fernsehserie Treffpunkt Flughafen ein.
Zwischen 1969 und 1990 übernahm Beyer wiederholt Gastrollen in den Fernsehreihen Der Staatsanwalt hat das Wort und Polizeiruf 110. Daneben wirkte sie mehrfach in den 1970er und 1980er Jahren in der Fernsehserie Schauspielereien, in der sie pro Folge in mehrere Rollen gleichzeitig schlüpfte. Beyer spielte auch in zahlreichen Kinder- und Jugendproduktionen, so verkörperte sie die Base Margret in dem DEFA-Märchenfilm Hans Röckle und der Teufel (1974), die Königin in Hasenherz (1987) sowie Die Geschichte von der Gänseprinzessin und ihrem treuen Pferd Falada (1989) und die Mutter der 14-jährigen Franziska Pose in dem Jugendfilm Gänsehaut (1990), der die Probleme von Scheidungskindern thematisiert.
Im wiedervereinigten Deutschland konnte Beyer nahtlos an ihre Laufbahn in der DDR anknüpfen. In dieser Zeit übernahm sie vorwiegend Gastauftritte, häufig an der Seite ihres Ehemanns Volkmar Kleinert, in verschiedenen Fernsehserien- und reihen, u. a. in Ulrich Theins Familienserie Agentur Herz, in Franz Josef Gottliebs Elbflorenz, in der ZDF-Krimiserie Mordslust, neben Manfred Krug in der Anwaltsserie Liebling Kreuzberg und zuletzt im Jahr 1998 in der RTL-Justizserie Im Namen des Gesetzes. Im Jahr 1992 besetzte sie Peter Kahane in seiner Filmkomödie Cosimas Lexikon an der Seite von Iris Berben als Bankiersehefrau Storz in ihrer letzten Rolle auf der Kinoleinwand.
Neben ihren Arbeiten in Film und Fernsehen wirkte Beyer von 1972 bis 1989 kontinuierlich in rund 50 Hörspielproduktionen für den Rundfunk der DDR mit. 1992 nahm sie für den Süddeutschen Rundfunk unter der Regie von Albrecht Surkau mit Die letzten Deutschen in der Sprechrolle einer Entwicklungshelferin ihre letzte Hörspielarbeit auf.

### Privates
1969 lernte Regina Beyer während der Dreharbeiten von Hart am Wind den Schauspieler Frank Obermann (1944–1995) kennen und war in erster Ehe mit ihm verheiratet. Das Paar hat eine gemeinsame Tochter (* 1972). Kurz nach der Geburt ließ sich das Paar scheiden. Im Jahr 1973, während der Dreharbeiten von Celino Bleiweiß’ Filmdrama Die eigene Haut, lernte sie den Schauspieler Volkmar Kleinert (* 1938) kennen. 2012 heiratete das Paar nach 38 Jahren Liaison in Berlin-Köpenick. Im Oktober 2019 veröffentlichte das Paar mit Ein Schauspieler spielt selten allein eine gemeinsame Autobiografie im Verlag Neues Leben und hält regelmäßig Rezitationen und Lesungen.

## Filmografie

### Spielfilme
- 1965: Stacheltier – Motorradhelden (Kurzfilm)
- 1967: Das Mädchen auf dem Brett
- 1967: Geschichten jener Nacht (Episodenfilm, Teil 2 Die Prüfung)
- 1968: Hauptmann Florian von der Mühle
- 1969: Käuzchenkuhle
- 1969: Im Himmel ist doch Jahrmarkt
- 1969: Geheime Spuren (Dreiteiler)
- 1969: Seine Hoheit – Genosse Prinz
- 1970: Hart am Wind
- 1970: Botschafter morden nicht (Dreiteiler)
- 1971: Der Sonne Glut (Vierteiler)
- 1971: Anflug Alpha 1
- 1971: Die zweite Liebe
- 1972: Der Adjudant (Dreiteiler)
- 1972: Der Herr Ornifle
- 1974: Die eigene Haut
- 1974: Galgenbergstory
- 1974: So eine Frau...!
- 1974: Hans Röckle und der Teufel
- 1974: Egmont
- 1974: Ich war in Honolulu – wetten?
- 1976: Soviel Lieder, soviel Worte
- 1976: Die Forelle
- 1976: Alle meine Kinder
- 1978: Vier Tropfen
- 1978: Hiev up
- 1979: Liebling, du irrst
- 1979: Alles im Garten
- 1979: Menschenfreunde
- 1979: Risiko
- 1980: Johann Sebastian Bachs vergebliche Reise in den Ruhm
- 1980: Ja, so ein Mann bin ich!
- 1980: Albertine oder Das schlimme Ding, sich in eine Braut zu verlieben
- 1980: Der Direktor
- 1981: Die Erbschaft
- 1982: Emil, der Versager
- 1982: Wo gibt’s denn so was?
- 1982: Pardon, die Leiche bin ich
- 1982: Wiederbegegnung
- 1983: Im Spiegel
- 1983: Die lieben Luder
- 1983: Chef der Gelehrsamkeit – Wilhelm von Humboldt
- 1984: Schlucker oder Fahren wir eben mal nach Görlitz
- 1987: Hasenherz
- 1988: Die Geschichte von der Gänseprinzessin und ihrem treuen Pferd Falada
- 1990: Alter schützt vor Liebe nicht
- 1990: Gänsehaut
- 1990: Geschichten einer Nacht
- 1992: Cosimas Lexikon

### Fernsehserien und -reihen
- 1969: Der Staatsanwalt hat das Wort: Ich brauch’ kein Kindermädchen
- 1969: Rendezvous mit unbekannt (Folge 1x03: III: M wie Mauser)
- 1971: Salut Germain (Folge 1x10: Der Minenleger fährt mit im Zug)
- 1972: Die lieben Mitmenschen (Folge 1x02: Sonntagskinder)
- 1973: Polizeiruf 110: Gesichter im Zwielicht
- 1975: Der Staatsanwalt hat das Wort: Felix kauft ein Pferd
- 1976: Polizeiruf 110: Eine fast perfekte Sache
- 1977: Polizeiruf 110: Kollision
- 1978: Ein Zimmer mit Ausblick (5 Folgen)
- 1978: Scharnhorst (5 Folgen)
- 1978–1988: Schauspielereien (verschiedene Rollen, 5 Folgen)
- 1978: Polizeiruf 110: Die letzte Chance
- 1979: Polizeiruf 110: Die letzte Fahrt
- 1980/1990: Der Staatsanwalt hat das Wort: Risiko
- 1980: Polizeiruf 110: Der Hinterhalt
- 1980: Polizeiruf 110: Der Teufel hat den Schnaps gemacht
- 1981: Polizeiruf 110: Trüffeljagd
- 1983: Der Staatsanwalt hat das Wort: Verlorene Zeit
- 1984: Der Staatsanwalt hat das Wort: Finderlohn
- 1984: Familie intakt (4 Folgen)
- 1985: Polizeiruf 110: Treibnetz
- 1986: Treffpunkt Flughafen (6 Folgen)
- 1987: Fridolin (7 Folgen)
- 1987: Polizeiruf 110: Abschiedslied für Linda
- 1988: Der Staatsanwalt hat das Wort: Rosi fehlt
- 1988: Barfuß ins Bett (7 Folgen)
- 1990: Polizeiruf 110: Ball der einsamen Herzen
- 1991: Agentur Herz (Folge 1x03: Jagdgebiete)
- 1991: Luv und Lee (2 Folgen)
- 1991: Ein Engel namens Flint (Folge 1x03: Ein Friedensengel namens Flint)
- 1993: Ein Mann am Zug (2 Folgen)
- 1994: Elbflorenz (Folge 1x09: Trennung von Tisch und Theke)
- 1995: Mordslust (Folge 1x04: Und um vier kommt der Notar)
- 1996: Immer wieder Sonntag (Folge 2x10: Puzzlespiel)
- 1997: Liebling Kreuzberg (Folge 5x06: Schmerzensgeld)
- 1998: Im Namen des Gesetzes (Folge 3x09: Kukuckskind)

## Hörspiele (Auswahl)
- 1970: Hans Christian Andersen: Die Nachtigall (Li Han) / Das häßliche junge Entlein (Lerche) – Regie: Dieter Scharfenberg (Kinderhörspiel – Litera)
- 1972: Jerzy Gieraltowsky: Minen und Eier (Zosia) – Regie: Zbigniew Kopalko (Hörspiel – Rundfunk der DDR)
- 1973: Hans Christian Andersen: Die wilden Schwäne (Elisa) – Regie: Edgar Kaufmann / Barbara Plensat (Kinderhörspiel – Litera)
- 1975: Joachim Witte: Die Schlange (Lore) – Regie: Joachim Witte (Hörspielreihe: Neumann, zweimal klingeln – Rundfunk der DDR)
- 1976: Tom Wittgen: Die Idee von nebenan  (Lore) – Regie: Joachim Gürtner (Hörspielreihe: Neumann, zweimal klingeln – Rundfunk der DDR)
- 1978: Barbara Neuhaus: Alles Blech (Lore) – Regie: Joachim Gürtner (Hörspielreihe: Neumann, zweimal klingeln – Rundfunk der DDR)
- 1994: Horst Bosetzky: Volles Risiko – Regie: Albrecht Surkau (Kriminalhörspiel – DLR)

## Bibliografie
- zusammen mit Volkmar Kleinert: Ein Schauspieler spielt selten allein. Neues Leben, Berlin 2019, ISBN 978-3-355-01882-1.